# Évegnée
Évegnée (Waals: Evgnêye) is een dorp in de Belgische provincie Luik. Het behoort samen met Tignée tot Évegnée-Tignée, een deelgemeente van Soumagne. Évegnée ligt een kilometer ten zuiden van Tignée.

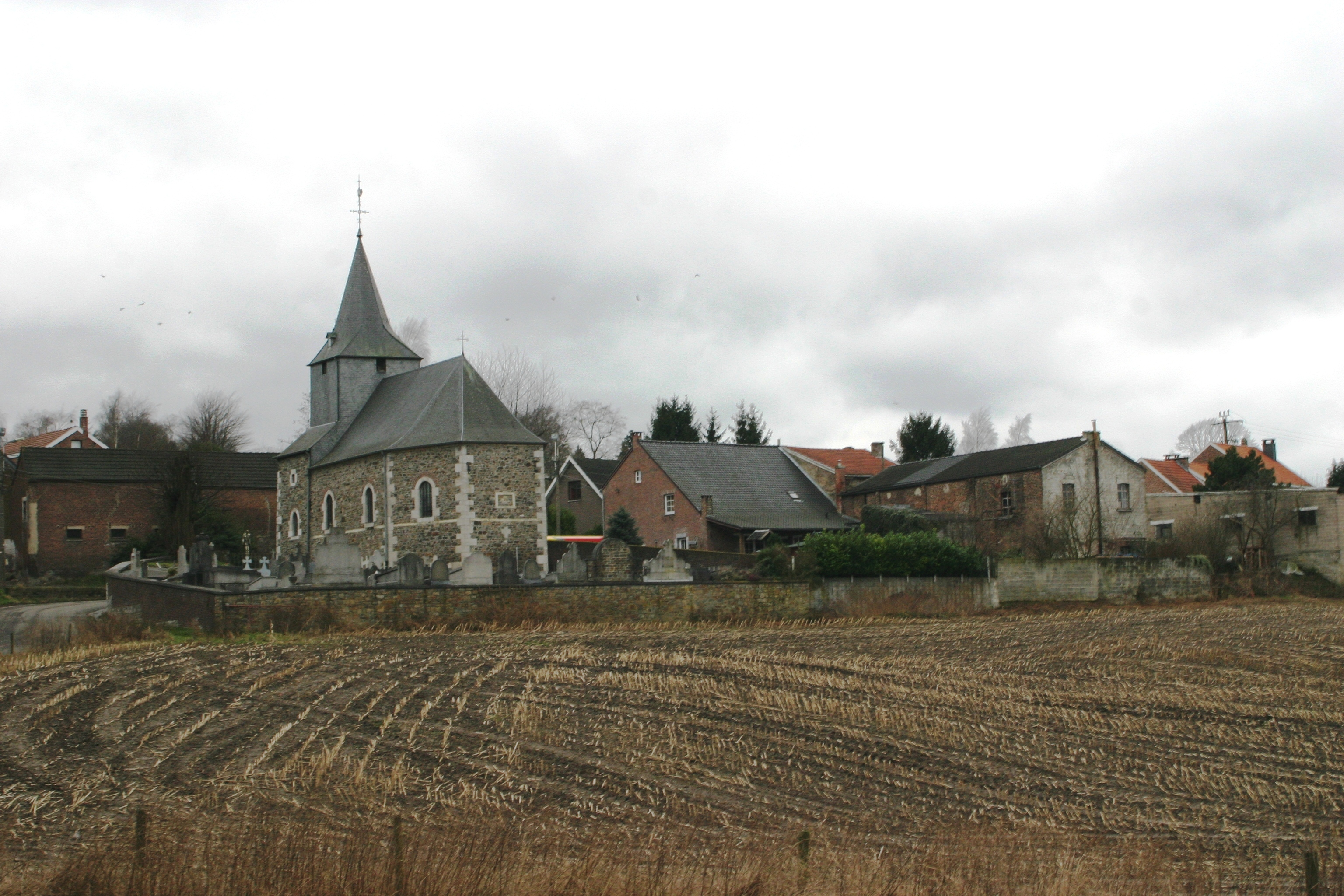
Zicht op Évegnée

## Geschiedenis
Évegnée maakte deel uit van het Karolingische Domein van Jupille. Vervolgens kwam het aan de bisschop van Verdun en vanaf 1266 aan het Prinsbisdom Luik. In de 18e eeuw werd Évegnée door de prinsbisschop uitgegeven als heerlijkheid. Op het eind van het ancien régime, einde 18e eeuw werd het dorp een zelfstandige gemeente. In 1949 fuseerde deze met de gemeente Tignée tot Evegnée-Tignée, en dit werd in 1977 een deelgemeente van de fusiegemeente Soumagne.
Évegnée was voornamelijk een landbouwdorp, maar in de 19e eeuw werd er ook op kleine schaal steenkool gewonnen. Hoewel in de 14e eeuw al sprake was van een aan Onze-Lieve-Vrouw gewijde kapel, was deze ondergeschikt aan de parochie van Melen.

## Demografische ontwikkeling
- Bronnen:NIS, Opm:1831 tot en met 1970=volkstellingen
- 1961: Fusie met Tignée in 1949

## Bezienswaardigheden

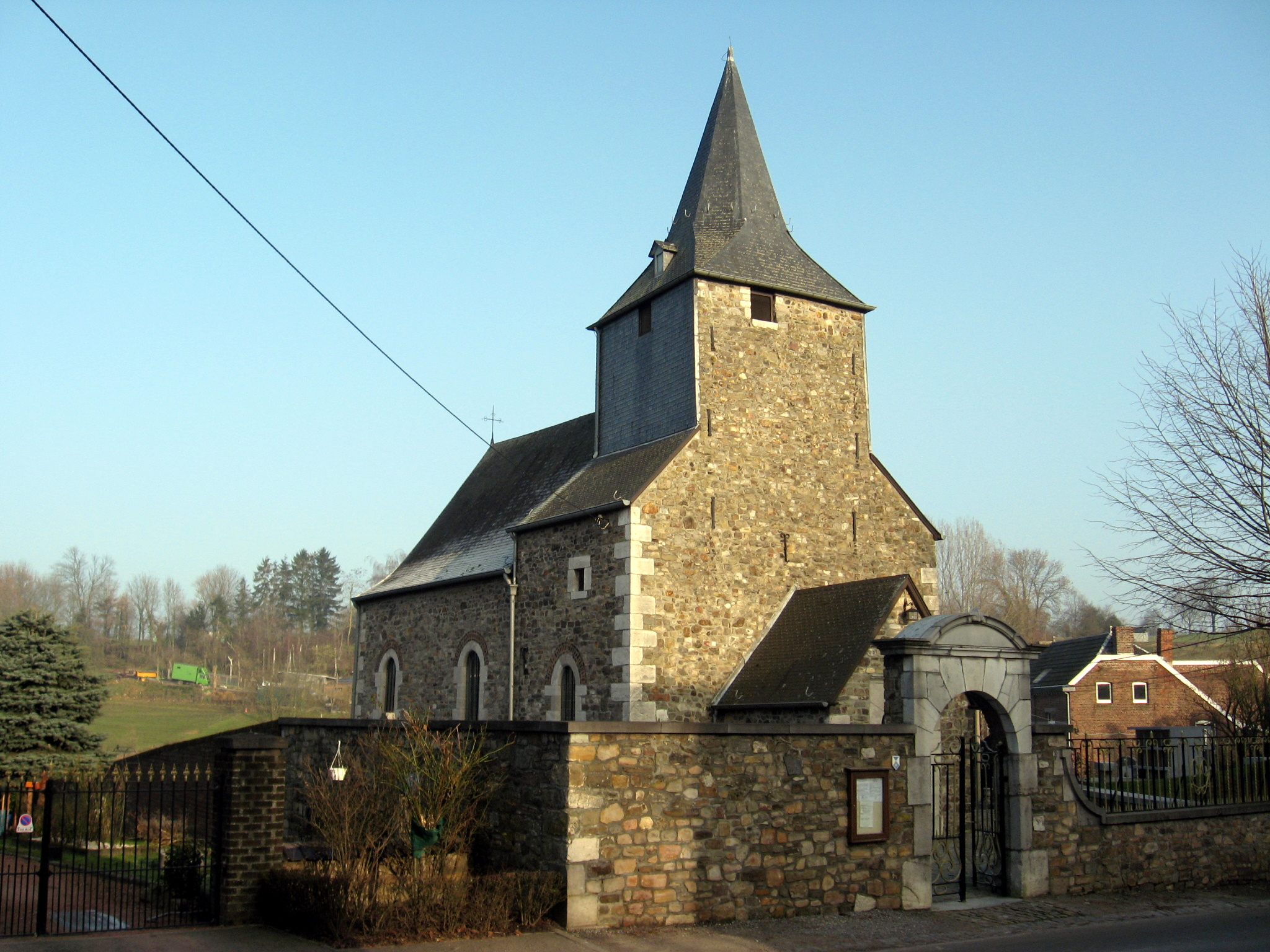
Onze-Lieve-Vrouwekerk

- Fort Évegnée, één der Forten rond Luik
- De Onze-Lieve-Vrouwekerk
- Moulin d'Évegnée
- Moulin de Matefosse

## Natuur en landschap
Évegnée ligt op het Plateau van Herve op een hoogte van ongeveer 230 meter. Hier ontspringt de Ruisseau d'Évegnée, welke in noordwestelijke richting via Tignée naar de Julienne loopt. Er is vooral landbouw.

## Nabijgelegen kernen
Tignée, Retinne, Micheroux, Saive
Deelgemeenten: Ayeneux · Cerexhe-Heuseux · Évegnée-Tignée · Melen · Micheroux

Overige plaatsen: Évegnée · Heuseux · Maireux · Rafhay · Sonkeu · Tignée

Belgische gemeenten · arrondissement Luik · provincie Luik · Wallonië